# Verfassungsdurchbrechung
Verfassungsdurchbrechung beschreibt die Praxis, ein Gesetz in Kraft treten zu lassen, das mit der Verfassung des betreffenden Staates nicht zu vereinbaren ist. Gerechtfertigt wird dies mit der Begründung, dass das Gesetz im Parlament eine qualifizierte Mehrheit erhalten habe, dieselbe, mit der man die Verfassung auch wörtlich hätte ändern können.
Peter Badura beschreibt als Verfassungsdurchbrechung, dass ein Gesetz mit qualifizierter Mehrheit in Verfassungsrang erhoben wird, ohne jedoch den Wortlaut der Verfassung dahingehend zu ändern, dass die Unvereinbarkeit aufgehoben würde. Damit wird die verfassungsgerichtliche Kontrolle des Gesetzes verhindert. Der Begriff wurde unter anderem von Erwin Jacobi und Carl Schmitt geprägt. Wegen der möglichen Aushöhlung der Verfassung durch Ausnahmegesetze hat das bundesdeutsche Grundgesetz von 1949 Verfassungsänderungen gem. Art. 79 Abs. 1 Satz 1 GG nur erlaubt, wenn dadurch der Verfassungstext ausdrücklich geändert wird.

## Situation in Deutschland
In der deutschen Geschichte werden verfassungsdurchbrechende Gesetze normalerweise anhand der Weimarer Republik diskutiert. Die Weimarer Reichsverfassung von 1919 kannte kein Textänderungs- oder Inkorporationsgebot, so Angela Bauer-Kirsch. Wer nur den Verfassungstext mit den wenigen formellen Änderungen verfolgt, dem entgehen die zahlreichen Änderungen durch verfassungsdurchbrechende Gesetze oder Verordnungen, die Verfassungsrecht konstituiert haben. „Diese Änderungen schlugen sich nicht in der Verfassungsurkunde nieder.“ Bereits im Norddeutschen Bund und im Kaiserreich hatte es Verfassungsdurchbrechungen gegeben, etwa mit der Verlängerung der Reichstagsperiode im Juli 1870 (wegen des Krieges gegen Frankreich) und mit dem Ermächtigungsgesetz vom August 1914 (zu Beginn des Ersten Weltkrieges).
Als bekannte Beispiele einer Verfassungsdurchbrechung gelten die Ermächtigungsgesetze in der Weimarer Republik: Mit ihnen übertrug der Deutsche Reichstag einige seiner Rechte der Reichsregierung. Problematisch war auch die Verlängerung der Amtszeit des Reichspräsidenten Friedrich Ebert 1922. Ebert war im Februar 1919 von der Nationalversammlung ernannt worden, noch bevor die Verfassung ausgearbeitet und im August in Kraft trat. Im Jahr 1922 legte der Reichstag mit Zweidrittelmehrheit das Ende auf 1925 fest, mit der offiziellen Begründung, in der damaligen Krisenzeit sei eine Neuwahl unverantwortlich. Die Verfassung verlangte dagegen eine Direktwahl des Reichspräsidenten durch das Volk.

### Weimarer Diskussion
Das Reichsgericht bestätigte die Praxis der Verfassungsdurchbrechung in einem Urteil vom 25. März 1927: „Für die Wirksamkeit einer Verfassungsänderung ist nicht erforderlich, daß sie vom Gesetzgeber ausdrücklich als solche bezeichnet oder gar in die Verfassung als solche aufgenommen wird.“ Es galt die Regel des lex posterior, nach der das spätere Recht das ältere verdrängt. Nach einer Soll-Bestimmung der Gemeinsamen Geschäftsordnung der Reichsministerien (1924) sollte in der Eingangsformel eines Gesetzes erklärt werden, dass die besonderen Vorschriften für eine Verfassungsänderung eingehalten worden sind.
Zahlreiche zeitgenössische Staatsrechtslehrer haben sich mit dem Thema auseinandergesetzt, ohne den Begriff der Verfassungsdurchbrechung scharf definiert zu haben. Nach herrschender Lehre war damit vor allem eine materielle Verfassungsänderung gemeint: Die Verfassung wurde geändert, ohne dass (formell) die Verfassungsurkunde geändert wurde. Der Gesetzgeber beschloss die Änderung zwar mit qualifizierter Mehrheit, konnte sie aber mit einfacher wieder aufheben. Eine besondere Frage war dabei, ob die Änderung allgemein oder nur für einen Einzelfall gelten sollte.
Gerhard Anschütz unterschied daher zwischen ausdrücklichen Verfassungsänderungen, stillschweigenden (vom Text abweichenden) und solchen für Einzelfälle. Nur letztere nannte er Verfassungsdurchbrechung, für die die „Geltung der Verfassungsnorm durchbrochen, aber nicht in Gänze aufgehoben werden“ sollte, so Angela Bauer-Kirsch. Für Carl Schmitt hingegen war die Verfassungsdurchbrechung beim Einzelfall nur eine materielle Frage: Im Jahr 1922 änderte ein Gesetz einen Satz in der Verfassung so, dass der 1919 gewählte Reichspräsident bis zu einem bestimmten Zeitpunkt im Amt bleiben solle. Normalerweise sollte das Amt laut Verfassung allerdings sieben Jahre dauern. Das Gesetz von 1922 war streng genommen keine Verfassungsdurchbrechung, da der Verfassungstext tatsächlich geändert wurde. Nach Schmitts Definition war es trotzdem eine, weil materiell ein Ausnahmefall geschaffen wurde.
Die herrschende Lehre hielt Verfassungsdurchbrechungen (ob formell oder materiell definiert) für nicht wünschenswert, aber für zulässig. Sie solle nur nicht unnötig oder missbräuchlich eingesetzt werden. Carl Schmitt verlangte eine politische Notwendigkeit für die Verfassungsdurchbrechung. Der Verfassungsvater Hugo Preuß jedoch fand, dass eine Verfassungsänderung in jedem Fall den Text ändern müsse. Nur der Reichspräsident dürfe (nach Art. 48 unter bestimmten Bedingungen) von der Verfassung abweichen, nicht aber der Reichstag. Kritisiert wurde oft, dass das Verfassungsrecht unübersichtlich werde. Heinrich Triepel klagte:
„Nach Art. 148 der Reichsverfassung soll jedem Schüler bei Beendigung der Schulpflicht ein Abdruck der Reichsverfassung in die Hand gelegt werden. Es wird bald die Zeit kommen, da man dem Schüler außer der Verfassung noch einen Kommentar wird schenken müssen, der ihm angibt, an wie vielen Stellen der Text der Verfassungsurkunde falsch oder unvollständig geworden ist.“

### Praxis in der Weimarer Republik
Ernst Rudolf Huber zählt für die Reichsebene:
| | 1920–1924 | 1925–1928 | 1929–1932 |
| --- | --------- | --------- | --------- |
| Gesetze, die den Verfassungstext änderten | 6         | 1         | 1         |
| vom Verfassungstext abweichende Gesetze, die die Abweichung förmlich feststellten; teilweise ausdrücklich mit qualifizierter Mehrheit nur zur Vermeidung von Zweifeln (in Klammern) | 16        | 7 (4)     | 5 (2)     |
| Gesetze, die mit einfacher Mehrheit beschlossen wurden, aber sicher oder wahrscheinlich eine Verfassungsdurchbrechung ausmachten                                                    | 13        |           |           |

Wegen zahlreicher stillschweigender oder unbewusster Verfassungsdurchbrechungen seien die Zahlen allerdings weitaus höher, vermutet Huber. Als wichtigste Beispiele für verfassungsdurchbrechende Gesetze nennt er unter anderem die fünf Ermächtigungsgesetze von 1920 bis 1923. Sie erlaubten der Regierung, weitreichende Verordnungen mit Gesetzescharakter zu erlassen. Das Republikschutzgesetz von 1922 betraf auch Straftaten, die vor Inkrafttreten des Gesetzes begangen worden sind, und widersprach damit der Garantie des gesetzlichen Richters (Art. 105 WRV). Die Verfassungsdurchbrechungen mit qualifizierter Mehrheit nahmen im Laufe der Zeit ab, weil sich im Reichstag immer weniger eine solche Mehrheit fand.

### Situation in der Bundesrepublik
Um formell verfassungsdurchbrechende Gesetze in der Bundesrepublik Deutschland zu untersagen, enthält das Grundgesetz von 1949 folgende Bestimmung:

„Das Grundgesetz kann nur durch ein Gesetz geändert werden, das den Wortlaut des Grundgesetzes ausdrücklich ändert oder ergänzt.“

## Situation in Österreich
In Österreich werden verfassungsändernde Bestimmungen oftmals im Rahmen einfacher Gesetze beschlossen, da der Wortlaut von Art. 44 Abs. 1 und 2 des Bundes-Verfassungsgesetzes ausdrücklich Verfassungsgesetze und -bestimmungen außerhalb der Verfassungsurkunde erlaubt. Diese Bestimmungen sind ausdrücklich als Verfassungsbestimmungen zu bezeichnen. Nachdem die genannten Bestimmungen mit ihrer Bezeichnung als Verfassungsbestimmung jedoch formell Teil des Verfassungsrechts werden, liegt hier kein Fall von Verfassungsdurchbrechung im engeren Sinn vor.
Die österreichische Praxis mache es schwierig, so Angela Bauer-Kirsch, Verfassungsänderungen zu überblicken. Das allein sei allerdings noch nicht als undemokratisch zu bewerten.

## Belege
1. ↑  Peter Badura, Staatsrecht, ISBN 3-406-51445-6, S. 497.
2. ↑  Ernst Rudolf Huber: Deutsche Verfassungsgeschichte seit 1789. Band VI: Die Weimarer Reichsverfassung. W. Kohlhammer, Stuttgart [u. a.] 1981, S. 424.
3. ↑  Angela Bauer-Kirsch: Der Verfassungskonvent von Herrenchiemsee – Wegbereiter des Parlamentarischen Rates. Diss., Bonn 2005, S. 112.
4. ↑  Angela Bauer-Kirsch: Der Verfassungskonvent von Herrenchiemsee – Wegbereiter des Parlamentarischen Rates. Diss., Bonn 2005, S. 115.
5. ↑  Angela Bauer-Kirsch: Der Verfassungskonvent von Herrenchiemsee – Wegbereiter des Parlamentarischen Rates. Diss., Bonn 2005, S. 116–118.
6. ↑  Angela Bauer-Kirsch: Der Verfassungskonvent von Herrenchiemsee – Wegbereiter des Parlamentarischen Rates. Diss., Bonn 2005, S. 118.
7. ↑  Angela Bauer-Kirsch: Der Verfassungskonvent von Herrenchiemsee – Wegbereiter des Parlamentarischen Rates. Diss., Bonn 2005, S. 119–121.
8. ↑  Nach Angela Bauer-Kirsch: Der Verfassungskonvent von Herrenchiemsee – Wegbereiter des Parlamentarischen Rates. Diss., Bonn 2005, S. 122.
9. ↑  Ernst Rudolf Huber: Deutsche Verfassungsgeschichte seit 1789. Band VI: Die Weimarer Reichsverfassung. W. Kohlhammer, Stuttgart [u. a.] 1981, S. 422 f.
10. ↑  Angela Bauer-Kirsch: Der Verfassungskonvent von Herrenchiemsee – Wegbereiter des Parlamentarischen Rates. Diss., Bonn 2005, S. 115 f.